# Южно-китайский технологический университет
Южно-китайский технологический университет (кит. трад. 華南理工大學, упр. 华南理工大学, пиньинь Huánán Lǐgōng Dàxué) — университет в Гуанчжоу, провинции Гуандун. Входит в проект 211 и 985.

## История
Основан в 1952 году как Южно-китайский технологический институт. Переименован в университет в 1988 году. В 2000 занял 34 место в рейтинге наиболее сильнейших технологических университетов в Азии по версии журнала Эйшавик.
Имеет 2 кампуса общей площадью 300 га. Первый кампус Ушань в районе Тяньхэ имеет 15 факультетов.  Второй кампус в Гуандунском мега центре высшего образования в районе Паньюй имеет 10 факультетов. 
В университете традиционно наиболее сильными считаются дисциплины: электроника, технологии, машиностроение, инженерные коммуникации, архитектура и строительство. Действует под непосредственным руководством Министерства образования Китая.

## Известные выпускники
- Чен Сывэй — китайский государственный деятель и экономист.
- Чэнь Дин — чемпион Олимпийских игр в ходьбе на 20 километров.
- Линь Шусэнь — губернатор провинции Гуйчжоу.